# Mercedes-Benz M176/M177/M178

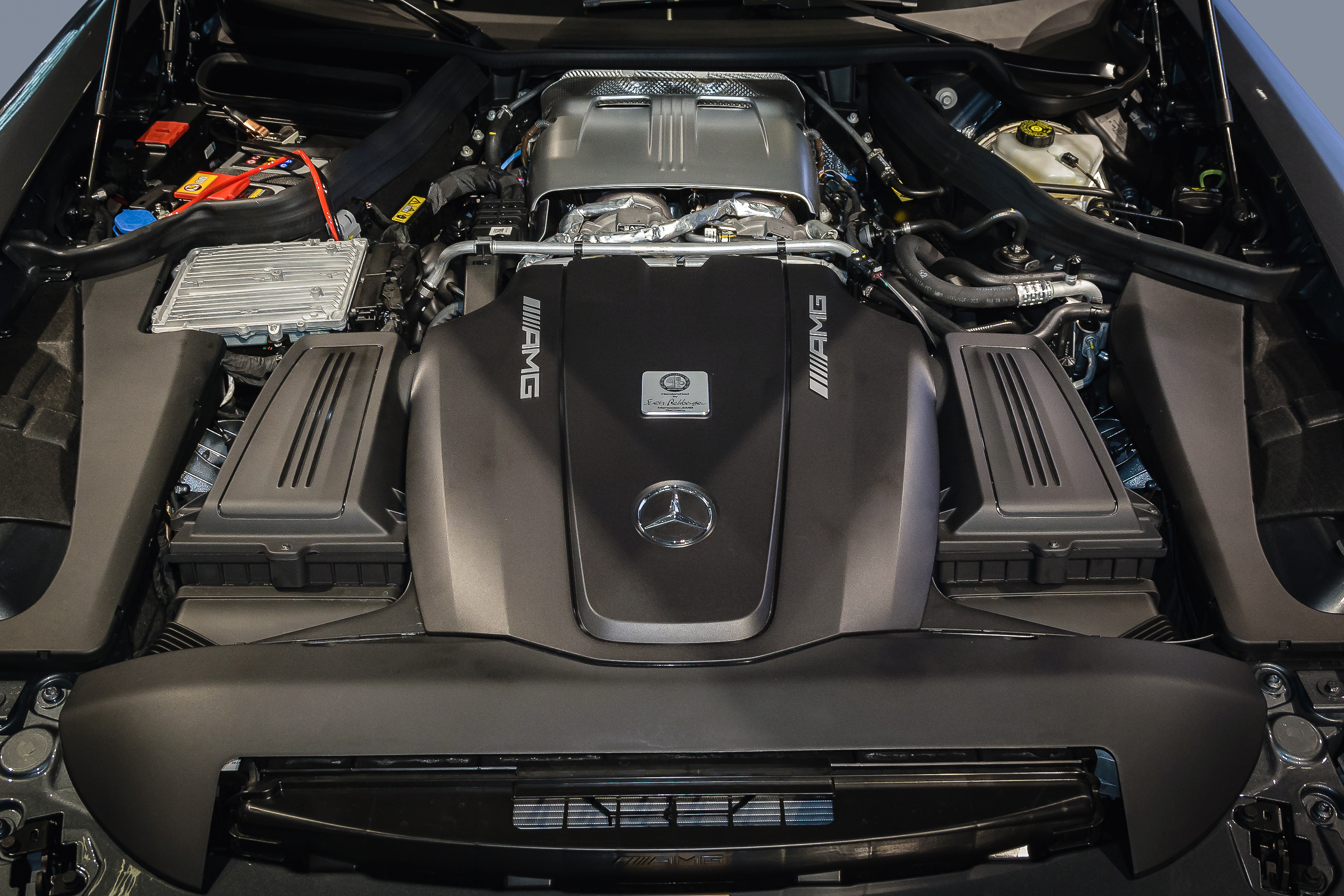
Двигатель Mercedes-Benz M178

Mercedes-Benz M176, M177 и M178 — серия бензиновых восьмицилиндровых турбированных двигателей внутреннего сгорания в V-образной конфигурации от подразделения Mercedes-AMG, представленных в 2014 году. Дебют состоялся на автомобиле Mercedes-AMG GT в рамках Парижского автосалона. Рабочий объём всех модификаций составляет 4 литра (3996 см3).
С конца зимы — начала весны 2015 года двигатели серийно устанавливаются на автомобили Mercedes-AMG GT и Mercedes-AMG C63 S, с июня того же года на Mercedes-Benz G500.

## История
Двигатель Mercedes-Benz M178 был специально разработан для замены атмосферного V8 6.2-литрового силового агрегата M159. Рассекречивание информации о новой разработке произошло летом 2014 года. Уже осенью компания представила официальные технические характеристики двигателя, а позже на Парижском автосалоне представила автомобиль с установленным в нём M178. С февраля 2015 года модификация под названием M177 устанавливается на Mercedes-AMG C63 AMG.
С июня 2015 года двигатель M176 (модификация M178) устанавливается на автомобили G-класса (G500).
Зимой 2016 года стало известно, что новая модель E-класса (W213) в модификации от подразделения Mercedes-AMG также будет оснащаться двигателем M178.

## Описание
Двигатель Mercedes-Benz M178 представляет собой бензиновый V8 поршневой двигатель внутреннего сгорания с двумя турбокомпрессорами. Угол развала цилиндров составляет 90°. Диаметр цилиндра равен 83 мм, ход поршня — 92 мм. Компрессия составляет 10.5 кгс/см2. Два работающих параллельно турбокомпрессора Borg Warner расположены в центре двигателя, между цилиндрами (компоновка получила название «hot inside V», в русскоязычных СМИ — «горячий V-образный развал»). В таком виде силовой агрегат занимает меньший объём (на 88 мм короче, чем M159), быстрее реагирует на газ и имеет меньше вредных выбросов. Давление наддува достигает 1,2 бара. Направляемый в цилиндры воздух охлаждается водяным интеркулером. Система непосредственного впрыска с электронным управлением оснащена пьезофорсунками Bosch 3-го поколения, способными подавать горючее до семи раз за один такт (давление колеблется от 100 до 200 бар).
Новый M178 разделяет некоторые технологические особенности с силовым турбированным V6 агрегатом, применяемым Mercedes-AMG на моделях Формула-1. Блок двигателя отлит из легкого алюминиевого сплава, в головке блока также в основном задействован алюминий с небольшим количеством циркония. Система питания горючей смесью подразумевает наличие 32 клапанов, четырёх распределитльных валов, непосредственным впрыском топлива с максимальным давлением в 200 бар. Кроме того, двигатель оснащается кованными поршнями, специальным покрытием цилиндров NANOSLIDE, уменьшающим нагрузки при трении, а также систему с сухим алюминиевым картером (отлитым в песчаной форме), установкой которой решили две проблемы: избавились от масляного голодания при любых нагрузках и в любых поворотах гоночного трека, а также опустили агрегат на 55 мм. За счёт применения «крылатых» материалов, двигатель весит 209 килограммов сухой массы. Оптимизированные клапанные пружины и низкий коэффициент трения клапанного механизма дают дополнительную экономию топлива.
Mercedes-Benz M178 получил активные опоры, призванные улучшить характеристики поперечного ускорения, а также двухмассовый маховик, с помощью которого немецким инженерам удалось минимизировать угловую вибрацию. Масляная система двигателя с сухим картером включает нагнетательный насос и помпу откачки, а также отдельный бак для масла емкостью 12 литров. Общий объём масла в системе при этом составляет 9 литров. M178 также оснащается специальной выпускной системой с настраиваемыми клапанами, которые позволяют водителю выбрать желаемый звук выхлопа.
Рабочий объём двигателя составляет 3982 куб. сантиметров. Существует две модификации силового агрегата версии DE40 AL: генерирующая 340 кВт (462 л.с., 600 Н·м) и 375 кВт (510 л.с., 650 Н·м). В топовом варианте мощность на массу двигателя составляет около 0.41 кг/л.с., крутящий момент на литр объема — 163,2 Н·м/л. Все 100% тяги доступны уже с 1750 до 4750 об/мин. Красная линия оборотов — 7200. Скорость разгона автомобиля Mercedes-AMG GT с двигателем M178 от 0 до 100 км/ч составляет 3,8 секунды. Согласно заверений производителя, комбинированный расход топлива равен 9.3-9.6 литров на 100 км. Рекомендуемое сырьё — бензин марки А-98. При всех показателях мощности M178 соответствует экологическому стандарту Евро-6. Выбросы CO2 составляют 216-224 гр/км.
Двигатель агрегируется с семиступенчатой роботизированной/автоматической коробкой передач.

## Технические характеристики

### M176 DE40 AL*
| Модель | Автомобиль | Годы выпуска |
| --- | ---------- | ------------ |
| Рабочий объём: 3982 см3, мощность: 310 кВт (422 л.с.) при 5250–5500 об/мин, крутящий момент: 610 Н·м при 2250–4750 об/мин |            |              |
| Mercedes-Benz G 500 | W463       | с 2015       |

### M177 DE40 AL*
| Модель | Автомобиль  | Годы выпуска |
| --- | ----------- | ------------ |
| Рабочий объём: 3982 см3, мощность: 350 кВт (476 л.с.) при 5500–6250 об/мин, крутящий момент: 650 Н·м при 1750–4500 об/мин |             |              |
| Mercedes-AMG C 63 | W/S/C/A 205 | с 2015       |
| Рабочий объём: 3982 см3, мощность: 375 кВт (510 л.с.) при 5500–6250 об/мин, крутящий момент: 700 Н·м при 1750–4500 об/мин |             |              |
| Mercedes-AMG C 63 S | W/S/C/A 205 | с 2015       |
| Рабочий объём: 3982 см3, мощность: 420 кВт (571 л.с.) при 5750–6500 об/мин, крутящий момент: 750 Н·м при 2250–5000 об/мин |             |              |
| Mercedes-AMG E 63 4MATIC+                                                                                                 | W213        | с 2017       |
| Рабочий объём: 3982 см3, мощность: 450 кВт (612 л.с.) при 5750–6500 об/мин, крутящий момент: 850 Н·м при 2500–4500 об/мин |             |              |
| Mercedes-AMG E 63 S 4MATIC+                                                                                               | W213        | с 2017       |

### M178 DE40 AL*
| Модель | Автомобиль | Годы выпуска |
| --- | ---------- | ------------ |
| Рабочий объём: 3982 см3, мощность: 340 кВт (462 л.с.) при 6000 об/мин, крутящий момент: 600 Н·м при 1600–5000 об/мин      |            |              |
| Mercedes-AMG GT | C190       | с 2015       |
| Рабочий объём: 3982 см3, мощность: 375 кВт (510 л.с.) при 6250 об/мин, крутящий момент: 650 Н·м при 1750–4750 об/мин      |            |              |
| Mercedes-AMG GT S | C190       | с 2015       |
| Рабочий объём: 3982 см3, мощность: 410 кВт (557 л.с.) при 5750–6750 об/мин, крутящий момент: 680 Н·м при 1900–5750 об/мин |            |              |
| Mercedes-AMG GT C | C190       | с 2017       |
| Рабочий объём: 3982 см3, мощность: 430 кВт (585 л.с.) при 6250 об/мин, крутящий момент: 700 Н·м при 1900–5500 об/мин      |            |              |
| Mercedes-AMG GT R | C190       | с 2017       |

 * Расшифровка обозначений двигателей: M = бензиновый двигатель; OM = дизельный двигатель; E = впрыск во впускной коллектор; KE = впрыск во впускной коллектор, компрессорный наддув;  DE = прямой впрыск; ML = компрессор; L = охлаждение наддувочного воздуха; A = турбокомпрессор; red. = пониженные характеристики (мощность, Рабочий объём); LS = повышенная производительность.